# Daniel Carreño
José Daniel Carreño Izquierdo (Montevidéu, 1 de maio de 1963) é um treinador e ex-futebolista uruguaio que atuava como atacante. Atualmente comanda o Al Nassr.

## Títulos

### Como jogador
Nacional
- Copa Libertadores da América: 1988
- Copa Intercontinental: 1988

### Como treinador
Montevideo Wanderers
- Campeonato Uruguaio – Segunda Divisão: 2000
- Liguilla Pré-Libertadores da América: 2001

Nacional
- Campeonato Uruguaio: 2002
- Liguilla Pré-Libertadores da América: 2007

Al Nassr
- Campeonato Saudita: 2013–14
- Copa da Arábia Saudita: 2013–14